# Skalnica naradkowata
Skalnica naradkowata (Saxifraga androsacea L.) – gatunek rośliny należący do rodziny skalnicowatych. Występuje w górach Europy: w Alpach, Karpatach, Pirenejach, górach Półwyspu Bałkańskiego, a także na Syberii. Roślina tatrzańska, w Polsce występuje wyłącznie w Tatrach, przez które przebiega północna granica jej zasięgu w Europie.

## Morfologia
PokrójNiska roślina darniowa, zwykle tworząca gęste darnie, czasami niewielkie kępki. Cała roślina jest gruczołowato owłosiona długimi odstającymi włosami. Jest podobna do naradki, stąd nazwa gatunkowa tej rośliny.
ŁodygaWzniesione i dość grube pędy kwiatowe, o wysokości 1-10 cm. Są prawie bezlistne, występują na nich tylko 1-3 niewielkie, lancetowate listki.
LiścieTworzą różyczkę liściową. Są ciemnozielone, mają długość do 2 cm, łopatkowaty kształt, ich nasada stopniowo zwęża się w krótki i oskrzydlony ogonek. Liście mają końce tępe, lub zakończone 3-5 ząbkami.
KwiatyPo 1-3 na szczycie łodygi kwiatowej. Kwiaty promieniste, 5-krotne. Działki kielicha tępe i silnie ogruczolone, ok. 2-3 razy krótsze od płatków korony. Płatki korony białe, o długości 4-7 mm, słupkowie zrośnięte z dnem kwiatowym, ok. 10 pręcików o dużych, żółtych pylnikach. Kwiaty mimo tak niewielkich rozmiarów bezwzględnych, są jednak bardzo duże w porównaniu z miniaturowymi rozmiarami pędów, z których wyrastają.
OwocTorebka zawierająca gładkie, czarnobrunatne nasiona o długości ok. 0,6 mm.

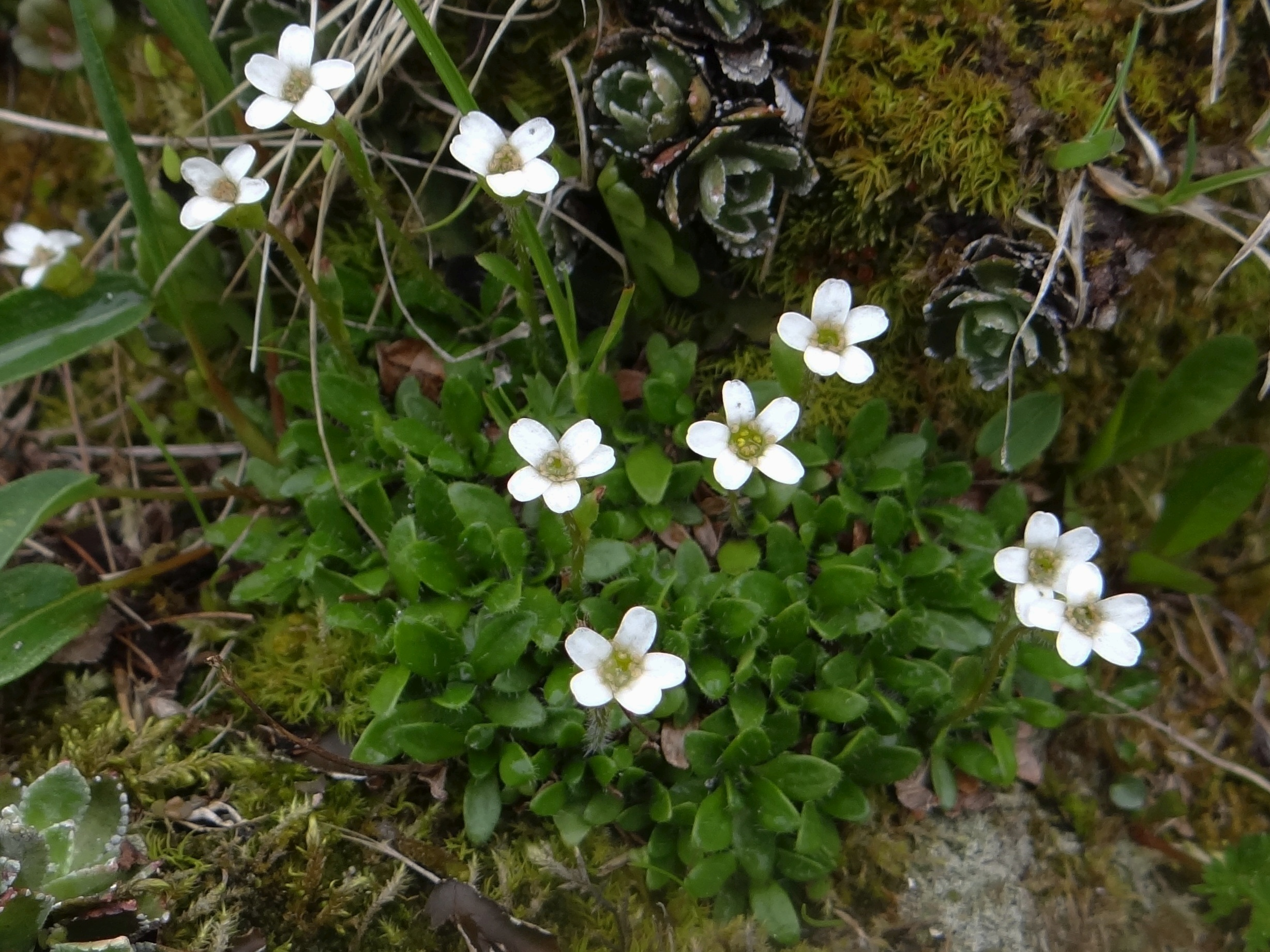
Pokrój
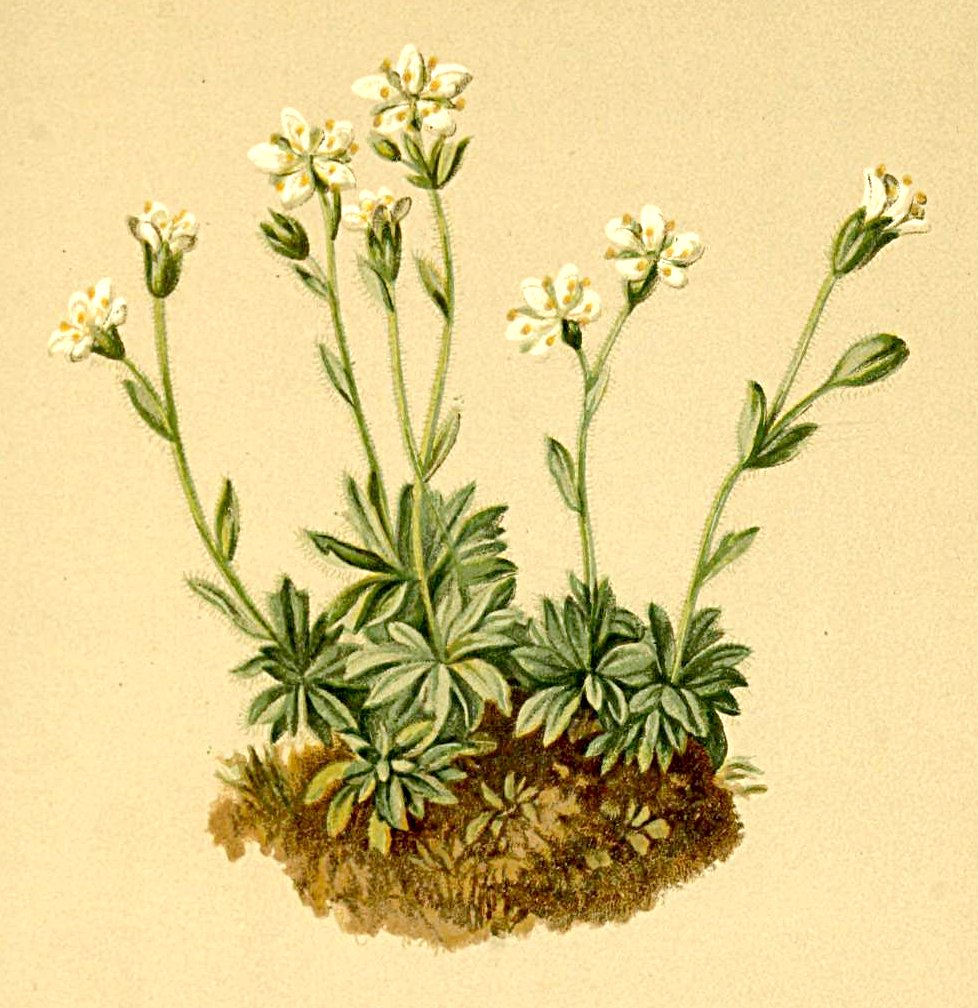
Morfologia
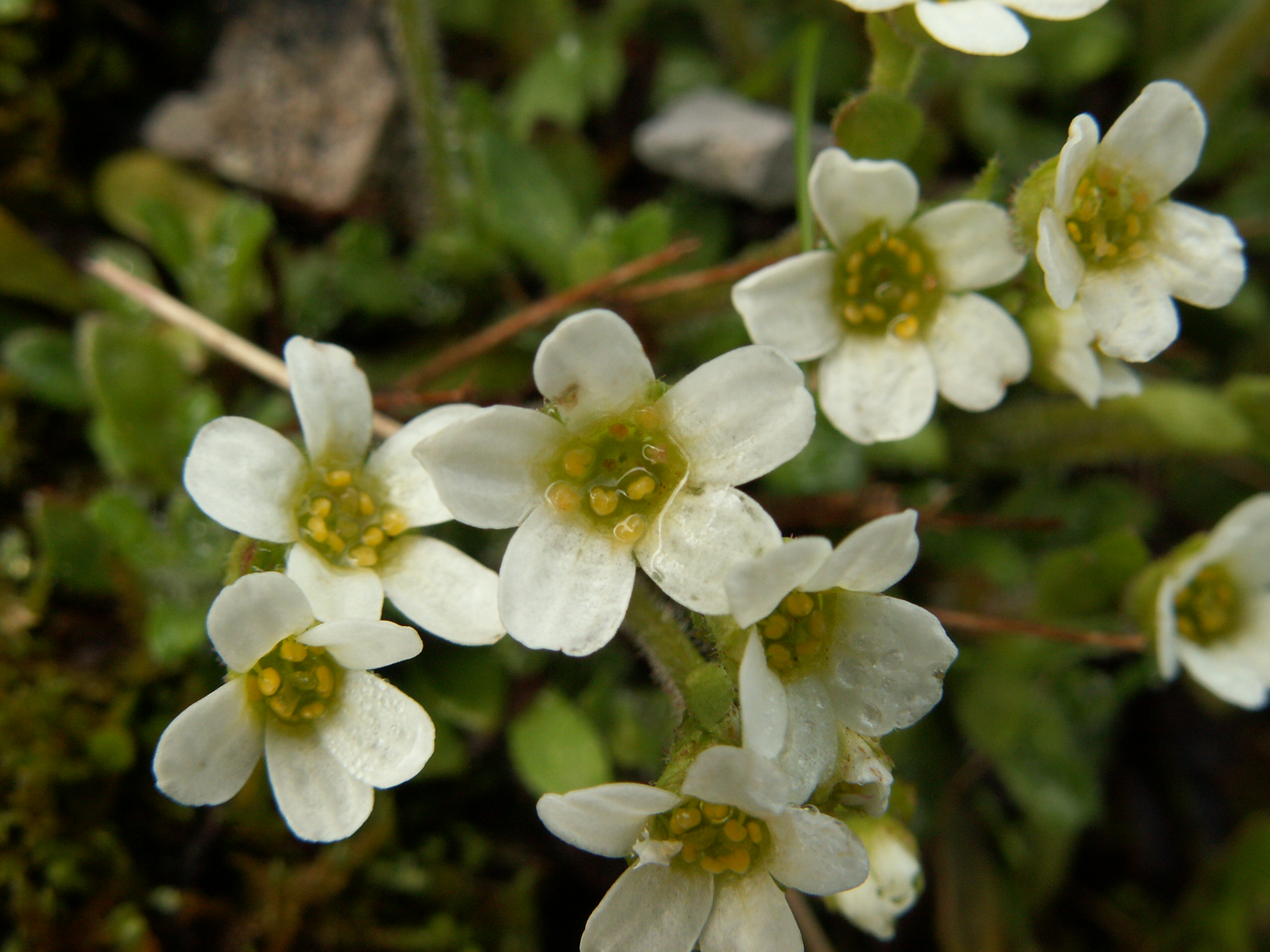
Kwiaty

## Biologia i ekologia
RozwójBylina. Kwitnie od czerwca do sierpnia. Duże kwiaty to przystosowanie występujące u wielu roślin górskich, mające za cel skuteczne zwabienie owadów. Wysoko w górach owady są bowiem nieliczne, a i surowa i zmienna pogoda często uniemożliwia im oblot kwiatów.
SiedliskoJeden z bardziej wysokogórskich gatunków, orofit. W Tatrach występuje od regla górnego po piętro turniowe, przy czym trzy najwyższe piętra stanowią główny ośrodek jej występowania. Rośnie na wilgotnych skałach, na piargach, wyleżyskach, zarówno na podłożu wapiennym, jak i bezwapiennym.
FitosocjologiaW klasyfikacji zbiorowisk roślinnych gatunek charakterystyczny dla rzędu (O.) Arabidetalia coeruleae.